# Mariù Gleck
Mariù Gleck, nome d'arte di Maria Rajani o Rayano (Genova, 25 settembre 1897 – Roma, 1970), è stata un'attrice italiana.

## Biografia
Nata a Genova il 25 settembre 1897.
Mariù Gleck fu primattrice e capocomica della scena dialettale napoletana. I primi passi nel mondo dello spettacolo incominciarono con alcuni numeri d'arte in taluni caffè-concerto, seguendo la tournée del caratterista comico Nicola Maldacea, sotto lo pseudonimo di « Hermosita ». L'esordio vero e proprio come attrice risale al 1916 all'Olimpia di Palermo nella compagnia Compagnia Amodio - Raspantini. Nello stesso anno è nella Compagnia napoletana di Raffaele Viviani dove si affianca a nomi come la primattrice Ada Berti, Marietta Del Giudice, e accanto ad attori squisitamente vivianei quali Amalia Raspantini, Francesco Corbinci e Alberto Pascal, impegnati in una tournée per tutta la Sicilia. Per la prima volta al cinema lavora con Elvira Notari, a partire dal lungometraggio Carmela, la sartina di Montesanto (1916).
Nel 1918 si mise a capo di una sua compagnia, ottenendo una recensione di Silvio D'Amico per la messinscena di Testamento bizzarro (vecchia farsa), Nuttat' 'e neve e Ll'uocchie cunzacrate di Roberto Bracco. Propose in dialetto napoletano Viva il re in tre atti al Metastasio di Roma (22.11.1918). Nel 1919 viene definita da Tito Alacci, alias Alacevich, biografo delle dive del muto, « la più formosa » del cinema italiano « fra tanto imperversare di magrezze »·
Nel 1920 si costituisce la compagnia Mariù Gleck - Francesco (detto Franz) Raspantini, diretta da Libero Bovio. Porta in scena Luciella Catena di Ferdinando Russo il 9 maggio del '20 a Napoli senza molto successo. Fu nel cast della rivista Chiò chiò paparacchiò (1921) nella Compagnia Molinari.
Nel 1927 entrò nella Compagnia Nazionale di Prosa che ebbe contemporaneamente fra gli scritturati Armando Falconi, Camillo Pilotto, Luigi Carini. Si unisce al Teatro Sperimentale degli Indipendenti di Anton Giulio Bragaglia·
Nel 1934 prende parte ai film La serva padrona di Giovan Battista Pergolesi, Paraninfo di Amleto Palermi. Nello stesso anno si cimenta ne La Gioconda di Gabriele D'Annunzio con la compagnia del Dopolavoro dell'Istituto Nazionale delle Assicurazioni per la regia di Nino Meloni·
Subito dopo, presso la Sala Maddaloni di Napoli, con la regia di Gastone Venzi, partecipa alla commedia rusticale della Congrega dei Rozzi, L'Assetta di Francesco Mariani (secolo XVII), ridotta da Luigi Bonelli. Nel 1940 la Pisorno di Tirrenia produsse il film Sei bambine e il Perseo, scritto e diretto da Giovacchino Forzano, tratto da un episodio della vita di Benvenuto Cellini, dove recitò accanto ad Augusto Di Giovanni ed Elena Zareschi.
La studiosa Scaturro la inquadra fra le pioniere del dramma giallo assieme ai colleghi Pilotto, Carini, Camillo De Riso, Esperia Sperani.

## Filmografia
- Carmela, la sartina di Montesanto, regia di Elvira Notari (1916)
- Il nano rosso, regia di Elvira Notari (1917)
- Mandolinata a mare, regia di Elvira Notari (1917)
- Il barcaiuolo d'Amalfi, regia di Elvira Notari (1918)
- Pusilleco addiruso, regia di Elvira Notari (1918) (cortometraggio)
- Gnesella, regia di Elvira Notari (1918)
- Chiarina la modista, regia di Elvira Notari (1919)
- La serva padrona, regia di Giovan Battista Pergolesi (1934)
- Paraninfo, regia di Amleto Palermi (1934)
- I due sergenti, regia di Enrico Guazzoni (1936) (non accreditata)
- Sei bambine e il Perseo, regia di Giovacchino Forzano (1940) (come Mariù Glek)
- Miseria e nobiltà, regia di Corrado D'Errico (1940)
- Il prigioniero di Santa Cruz, regia di Carlo Ludovico Bragaglia (1941) (come Maria Gleck)
- Il bacio di una morta, regia di Guido Brignone (1949)
- Siamo ricchi e poveri, regia di Siro Marcellini e Roberto Amoroso (1953)
- Due soldi di felicità, regia di Roberto Amoroso (1954)
- Donatella, regia di Mario Monicelli (1956)  (come Mariù Glek)
- Guaglione, regia di Giorgio Simonelli (1956)
- Addio per sempre!, regia di Mario Costa (1958)
- Nella città l'inferno, regia di Renato Castellani (1959) (non accreditata)
- Un canto nel deserto, regia di Marino Girolami (1959)